# 肯塔基鏢鱸
肯塔基鏢鱸為輻鰭魚綱鱸形目鱸亞目河鱸科的其中一種，分布於美國肯塔基州及田納西州的Barren河上游流域，體長可達5.6公分。